# Altmann (Münsterschwarzach)
Altmann († 27. September 1112 oder 1114) war von 1096 oder 1098 bis 1112 oder 1114 Abt des Benediktinerklosters in Münsterschwarzach. Zuvor war Altmann bereits anderen Benediktinerklöstern vorgestanden.

## Münsterschwarzach vor Altmann
In der Abtsreihe des Klosters Münsterschwarzach nimmt Abt Altmann den zwölften Platz ein. Vor ihm hatten bereits drei Frauen die Abtei geleitet, bevor ein Männerkonvent im 9. Jahrhundert die leerstehenden Klostergebäude in Besitz nahm. Ab dem 11. Jahrhundert waren die Würzburger Bischöfe die geistlichen Herren über die Abtei. Sie hatten in mehreren Auseinandersetzungen gegen die ostfränkischen Adelsgeschlechter der Umgebung das Kloster als ihren Besitz festlegen können.
Erster Abt von Würzburgs Gnaden war Alapold aus dem Kloster St. Emmeram in Regensburg. Man hatte ihn ausgewählt, da er bereits mit den Klosterreformen von Gorze in Berührung gekommen war, die auch in Münsterschwarzach nun umgesetzt werden sollte; auch die Nachfolger des Alapold, allen voran der heilige Egbert, der direkt aus Gorze kam, bemühten sich, die Reformen umzusetzen. Burkard, Altmanns direkter Vorgänger, ließ von seinen Mönchen das Kloster Pegau mitgründen.

## Leben
Über die Jugend und Herkunft von Abt Altmann ist nichts bekannt. Wahrscheinlich kam er aus Norddeutschland, da er von 1091 bis 1096 Abt des Benediktinerklosters St. Peter in Merseburg war. Daneben stand er wohl noch einigen weiteren Klöstern als Prälat vor und etablierte unter seiner Herrschaft überall die Ideen der Reformen von Gorze. Wie der Abt Franken und die Abtei Münsterschwarzach erreichte, ist unklar.
Im Jahr 1096 oder 1098 wurde Altmann Abt der Mainabtei. Wie in seinen anderen Klöstern trieb er auch dort die Reformen voran. Insbesondere die Bibliothek des Klosters lag dem Abt am Herzen. Er ließ neue Bücher abschreiben, neben mehreren Missalien und Lektionarien auch Manuskripte berühmter Autoren, wie den liber etymologarium des Isidor von Sevilla, das Paralipomenon der Bibel und die regula Benedicta. 
Im Jahr 1107 erhielt die Abtei hohen Besuch, die Gründerin des Klosters Paulinzella und spätere Heilige Paulina machte krankheitsbedingt in Münsterschwarzach Rast. Sie war auf dem Weg in das Kloster Hirsau, das der Mittelpunkt der Klosterreformen in Deutschland wurde. Paulina erreichte ihr Ziel nicht und starb im Kloster. Einige Jahre später, am 27. September 1112 oder 1114, verstarb auch Altmann und wurde in der Klosterkirche beigesetzt.